# Best of Natalia
Best of Natalia is een compilatiealbum van de Vlaamse zangeres Natalia en werd op 15 november 2010 uitgebracht in België. Het album bevat haar grootste hits en een verzameling minder bekende nummers van haar vorige albums. Op de "Limited Edition" staan acht extra akoestische nummers op een bijhorend schijfje. Op 23 december 2011 behaalde het album de gouden status.

## Tracklist
Cd 1
- 1. I've Only Begun to Fight (3:32)
- 2. I Want You Back (4:05)
- 3. Without You (3:23)
- 4. Higher Than the Sun (2:54)
- 5. Risin' (4:06)
- 6. Ridin' By (4:04)
- 7. Shelter (4:00)
- 8. Sisters Are Doing It for Themselves (met The Pointer Sisters) (4:20)
- 9. Fragile Not Broken (2:52)
- 10. Rid of You (3:32)
- 11. Gone to Stay (3:40)
- 12. I Survived You (3:47)
- 13. Everything and More (3:54)
- 14. Glamorous (3:59)
- 15. Drop a Little (3:04)
- 16. Where She Belongs (3:38)
- 17. All or Nothing (4:04)
- 18. Heartbreaker (3:24)
- 19. Wise Girl (4:20)
- 20. Burning Star (met Anastacia) (3:33)

Cd 2
- 1. Feeling (3:23)
- 2. Still with Me (4:47)
- 3. Higher Than the Sun (4:00)
- 4. Iko Iko (3:49)
- 5. Match Made in Heaven (4:16)
- 6. Obsession (4:07)
- 7. Cat That Got the Cream (3:19)
- 8. I've Only Begun to Fight (4:39)

Exclusieve bonustracks iTunes
- 9. All or Nothing (4:28)
- 10. Glamorous (4:41)

## Hitnotering

### VlaamseUltratop 100Albums
| Hitnotering: 20-11-2010 t/m | Hitnotering: 20-11-2010 t/m | Hitnotering: 20-11-2010 t/m | Hitnotering: 20-11-2010 t/m | Hitnotering: 20-11-2010 t/m | Hitnotering: 20-11-2010 t/m | Hitnotering: 20-11-2010 t/m | Hitnotering: 20-11-2010 t/m | Hitnotering: 20-11-2010 t/m | Hitnotering: 20-11-2010 t/m | Hitnotering: 20-11-2010 t/m | Hitnotering: 20-11-2010 t/m | Hitnotering: 20-11-2010 t/m | Hitnotering: 20-11-2010 t/m | Hitnotering: 20-11-2010 t/m | Hitnotering: 20-11-2010 t/m | Hitnotering: 20-11-2010 t/m | Hitnotering: 20-11-2010 t/m | Hitnotering: 20-11-2010 t/m | Hitnotering: 20-11-2010 t/m | Hitnotering: 20-11-2010 t/m |    |
| Week:                       | 1                           | 2                           | 3                           | 4                           | 5                           | 6                           | 7                           | 8                           | 9                           | 10                          | 11                          | 12                          | 13                          | 14                          | 15                          | 16                          | 17                          |                             | 18                          | 19                          | 20 |
| --------------------------- | --------------------------- | --------------------------- | --------------------------- | --------------------------- | --------------------------- | --------------------------- | --------------------------- | --------------------------- | --------------------------- | --------------------------- | --------------------------- | --------------------------- | --------------------------- | --------------------------- | --------------------------- | --------------------------- | --------------------------- | --------------------------- | --------------------------- | --------------------------- | -- |
| Positie:                    | 22                          | 18                          | 29                          | 29                          | 33                          | 34                          | 35                          | 39                          | 49                          | 32                          | 15                          | 10                          | 27                          | 33                          | 49                          | 50                          | 72                          | uit                         | 188                         |                             |    |